# سونجینکا
سونجینکا (به لاتین: Suncinka) یک منطقهٔ مسکونی در جمهوری آذربایجان است که در شهرستان خواجه‌لی واقع شده‌است.